# آی‌اواس ۸
آی‌اواس ۸ (به انگلیسی: iOS 8) سیستم‌عامل موبایل طراحی شده توسط شرکت اپل است. این سیستم‌عامل جایگزین آی‌اواس ۷ شده‌است. آی‌اواس ۸ طی کنفرانس جهانی توسعه‌دهندگان اپل در سال ۲۰۱۴ در دوم ژوئن معرفی شد و در پاییز ۲۰۱۴ عرضه می‌شود. آی‌اواس ۸ تاکنون بر روی ۶۳٪ دستگاه‌های اپل سازگار بوده‌است.